# Bermudische Fußballnationalmannschaft der Frauen
Die bermudische Fußballnationalmannschaft der Frauen repräsentiert das britische Überseegebiet Bermuda im Atlantik im internationalen Frauenfußball. Da der nationale Verband Bermuda Football Association Mitglied im Weltverband FIFA und im Regionalverband CONCACAF ist. Ist die Mannschaft für die Teilnahme an der Qualifikation zur CONCACAF W Championship berechtigt. Weiter tritt die Mannschaft auch in der Qualifikation für die Olympischen Spiele an.

## Geschichte
Das erste Spiel der Geschichte für die Mannschaft, fand am 23. April gegen die Mannschaft der Bahamas statt und endete für die Mannschaft gleich mit einem 3:0-Sieg. Erstmals trat man dann zur Qualifikation zum CONCACAF Women’s Gold Cup 2006 an. Hier gewann man die ersten beiden Spiele, verpasste den ersten Platz, jedoch nach einer 1:3-Niederlage gegen die Dominikanische Republik jedoch den ersten Platz. Dies reichte jedoch für die zweite Runde, wo man gegen Jamaika und Haiti aber jeweils hohe Niederlagen einstecken musste und somit als letzter ausschied.
Den darauffolgenden Qualifikationsphasen blieb man dann aber fern. Erst bei der Qualifikation zum Turnier im Jahr 2018 war man wieder dabei. Als nicht gesetzte Mannschaft, aufgrund der fehlenden Punkte durch die Weltrangliste, kam man in Pot 1, gewann aber auch hier die Gruppe mit nur einem Punktverlust durch ein 2:2 gegen Guayana und zog so in die Finalrunde ein. Mit nur einem Sieg aus vier Partien (dieser resultierte aus einem 5:0 über Antigua und Barbuda) verpasste man drei Punkten über den vierten Platz jedoch denkbar knapp die Endrunde.
Bei der Qualifikation für die CONCACAF W Championship 2022, startete man gleich wieder mit einer Niederlage gegen Jamaika in die Phase ein. Zwar gelangen dann noch zwei Siege jedoch verpasste man das Turnier über den dritten Platz ein weiteres Mal.

## Weltmeisterschaft
| - 1991: keine Teilnahme, erstes Spiel erst 2000 - 1995: keine Teilnahme, erstes Spiel erst 2000 - 1999: keine Teilnahme, erstes Spiel erst 2000 - 2003: nicht gemeldet - 2007: nicht qualifiziert | - 2011: nicht gemeldet - 2015: nicht qualifiziert - 2019: nicht qualifiziert - 2023: nicht qualifiziert |

## CONCACAF W Championship / CONCACAF Women’s Gold Cup
| - 1991: keine Teilnahme, erstes Spiel erst 2000 - 1993: keine Teilnahme, erstes Spiel erst 2000 - 1994: keine Teilnahme, erstes Spiel erst 2000 - 1998: keine Teilnahme, erstes Spiel erst 2000 - 2000: keine Teilnahme, erstes Spiel erst 2000 - 2002: nicht gemeldet | - 2006: nicht qualifiziert - 2010: nicht gemeldet - 2014: nicht qualifiziert - 2018: nicht qualifiziert - 2022: nicht qualifiziert |